# Jacob Pietersz Swart
Jacob Pietersz Swart was een Nederlandse kaperkapitein uit de vroege 17e eeuw. Hij opereerde voornamelijk vanuit Amsterdam in dienst van de Admiraliteit van de Maas en viel vijandelijke scheepvaart aan tijdens de Tachtigjarige Oorlog. Swart was vooral actief tegen Portugese en Spaanse handelsroutes in de Atlantische Oceaan.

## Biografie
Jacob Pietersz Swart werd rond 1590 geboren in Amsterdam. Zijn familie was vermoedelijk betrokken bij de zeevaart of scheepsbouw, maar daarover is geen gedetailleerde informatie bewaard gebleven. In de jaren 1610–1620 raakte hij betrokken bij de kapervaart, die door de Republiek werd aangemoedigd als onderdeel van de strijd tegen Spanje en Portugal.
Swart kreeg een kaperbrief van de Admiraliteit van de Maas, wat hem het recht gaf om vijandelijke schepen wettelijk te overmeesteren en als prijs naar Nederlandse havens te brengen. Volgens prijzensaken in het Nationaal Archief maakte hij meerdere schepen buit in de Atlantische Oceaan, vooral langs de Portugese en Kaapverdische kusten.

## Kapersuccessen
Tussen 1618 en 1626 wist Swart onder andere vrachtschepen met suiker, zout en ivoor buit te maken. Zijn schepen opereerden vaak in samenwerking met andere Hollandse kapers, waarbij zij in kleine eskaders grote konvooien aanvielen. Deze successen werden in die tijd gezien als belangrijke bijdragen aan de economische oorlog tegen het Iberische Rijk.
Een prijzensake uit 1624 vermeldt dat Swart een Portugees galjoen opbracht met een lading van meer dan 200 ton suiker. Dit leverde hem niet alleen aanzienlijke inkomsten op, maar verstevigde ook zijn reputatie als succesvol kaperkapitein.

## Laatste jaren
Na 1626 verdwijnt Swart uit de officiële archieven. Het is niet duidelijk of hij sneuvelde, zich terugtrok uit de vaart of elders een andere positie kreeg. Er zijn geen sporen van zijn verdere activiteiten na dat jaar.

## Nalatenschap
Jacob Pietersz Swart geldt als voorbeeld van de talrijke, minder bekende Nederlandse kaperkapiteins die een belangrijke rol speelden in de maritieme strijd tegen Spanje en Portugal in het begin van de 17e eeuw. Zijn acties droegen bij aan het ondermijnen van de Iberische handel in Atlantisch gebied.